# فرانسیس ویمت
فرانسیس ویمت (انگلیسی: Francis Ouimet; ۸ مهٔ ۱۸۹۳ – ۲ سپتامبر ۱۹۶۷) گلف‌باز اهل ایالات متحده آمریکا بود.
وی همچنین برندهٔ جوایزی همچون تالار مشاهیر جهانی گلف شده است.